# Смунёв, Семён Ильич
Семён Ильич Смунёв (бел. Сямён Ільіч Смунёў; род. 14 сентября 1995, Мурманск) — белорусский футболист, центральный защитник и центральный полузащитник витебского клуба «Велес-2020».

## Биография
Семён Смунёв родился 14 сентября 1995 года в Мурманске.
Играет в футбол на позициях центрального защитника и полузащитника.
В 2012 году дебютировал в составе «Витебска-2» в белорусской второй лиге, провёл 34 матча, забил 1 мяч.
В 2013—2014 годах играл в дубле выступающего в высшей лиге новополоцкого «Нафтана», проведя за два сезона 48 матчей и забив 4 мяча.
В 2016 году дебютировал в высшей лиге, проведя единственный матч в составе гродненского «Немана». Однако в том же сезоне перешёл в «Сморгонь», в которой играл в первой лиге до 2019 года, проведя за четыре сезона 55 матчей и забив 4 мяча.
Также играл в других командах первой лиги: в 2018 году — за «Оршу», в 2019 году — за «Спутник» из Речицы, с 2020 года снова выступает за «Оршу».
В апреле 2022 года стал игроком витебского клуба «Велес-2020».